# Wang Ciyue
Wang Ciyue, en chinois 王赐月, née le 14 novembre 1999 à Nankin en Chine, est une nageuse synchronisée chinoise. Au sein de son équipe, elle est plusieurs fois championne du monde en 2022, 2023 et 2024, puis elle remporte avec son équipe la médaille d'or de natation synchronisée aux Jeux olympiques d'été de 2024 à Paris.

## Biographie

### Jeunesse et formation
Wang Ciyue naît à Nankin en Chine le 14 novembre 1999. Elle commence la pratique sportive en 2005. Elle poursuit des études à l'Institut du sport de Nankin (Nanjing Sport Institute).

### Carrière sportive
La première compétition importante de Wang Ciyue est en 2015 au trophée mondial de Shaoxing, où elle remporte deux premières places et une cinquième place. Elle remporte ensuite la médaille d'argent en novembre 2016 aux championnats d'Asie de natation à Tokyo, dans la routine technique en soliltaire et elle fait partie de l'équipe chinoise qui remporte encore la médaille d'argent dans l'épreuve technique et dans l'épreuve libre,,.
En juin 2022, aux championnats du monde aquatiques de Budapest, Wang Ciyue fait encore partie de l'équipe chinoise, qui remporte cette fois la médaille d'or dans les épreuves techniques et libres,.
En juillet 2023, lors des championnats du monde 2023 à Fukuoka, elle remporte de nouveau la médaille d'or avec l'équipe chinoise, à la fois dans la routine libre par équipes et dans la routine acrobatique par équipes,. En octobre suivant, aux Jeux asiatiques de 2022 reportés (à cause du Covid-19) en 2023 à Hangzhou, Wang Ciyue fait partie de l'équipe chinoise qui remporte l'or dans la compétition par équipe. Elle est entraînée par Zhang Xiaohuan, comme le reste de son équipe.
En février 2024, aux Championnats du monde à Doha, Wang Ciyue est championne du monde avec son équipe qui remporte l'or dans les routines acrobatiques, libres et techniques par équipes,,. Aux Jeux olympiques d'été de 2024 à Paris, elle est championne olympique, au sein de l'équipe chinoise qui remporte l'or dans l'épreuve par équipes.